# Михайлов, Александр Валентинович
Александр Валентинович Михайлов (род. 20 мая 1971, Красный Луч, Ворошиловградская область) — российский государственный деятель. Глава управы Пресненского района Москвы (2014—2022), глава администрации города Железногорска Курской области (2023—н. в.).

## Биография
Родился 20 мая 1971 года в городе Красном Луче Ворошиловградской (ныне Луганской) области.
С 1989 года работал электрослесарем шахты «Миусинская» ПО «Донбассантрацит» в Красном луче. В 1996—2001 годах работал в ГРЭП № 2 территориального управления «Красносельское» и ГРЭП № 8 ДЕЗ ТУ «Пресненское» в Москве, занимал должности от электрика до главного инженера.
В 2007 году окончил Московскую государственную академию коммунального хозяйства и строительства (МГАКХиС) по специальности «Городское строительство и хозяйство».
С августа 2014 года по декабрь 2022 года являлся главой управы Пресненского района Москвы.
В 2017 году окончил Университет Правительства Москвы по направлению «Муниципальное и государственное управление».
С 14 июля 2023 года работал первым заместителем главы администрации Железногорска Курской области, с 26 декабря 2023 года работает главой администрации Железногорска.